# Wheeling (Missouri)
Wheeling – miasto w Stanach Zjednoczonych, w stanie Missouri, w hrabstwie Livingston.